# 安藤泰洋
安藤 泰洋（あんどう たいよう、1987年8月22日 - ）は、ジャパンラグビーリーグワン清水建設江東ブルーシャークスに所属するラグビー選手。

## プロフィール
- 秋田県男鹿市出身[1]。
- ポジションはナンバーエイト(No8)、フランカー(FL)。
- 身長 181 cm、体重 96 kg
- 日本代表キャップは2。（2016年6月現在）

## 略歴
小学1年生からラグビーを始めた。
2006年、秋田工業高校卒業後、関東学院大学に入学する。なお秋田工業高校時代、第29回高校東西対抗試合に東軍で出場した。
2009年、関東学院大学ラグビー部の主将に就任した。
2010年、関東学院大学卒業後、トヨタ自動車ヴェルブリッツ(現・トヨタヴェルブリッツ)に加入。また同年10月16日に行われたトップリーグ第6節の福岡サニックスブルース戦に途中出場で公式戦初出場を果たす。
2016年、スーパーラグビーの日本チームサンウルブズに追加招集された。また同年4月30日に行われた2016年アジアラグビーチャンピオンシップ第1戦韓国戦で先発出場で日本代表初キャップを獲得した。
2018年、清水建設ブルーシャークス(現・清水建設江東ブルーシャークス)に加入。

## 受賞歴
- 2015-16最多トライゲッター